# Loxura cassiopeia
Loxura cassiopeia är en fjärilsart som beskrevs av William Lucas Distant 1884. Loxura cassiopeia ingår i släktet Loxura och familjen juvelvingar. Inga underarter finns listade i Catalogue of Life.

## Bildgalleri

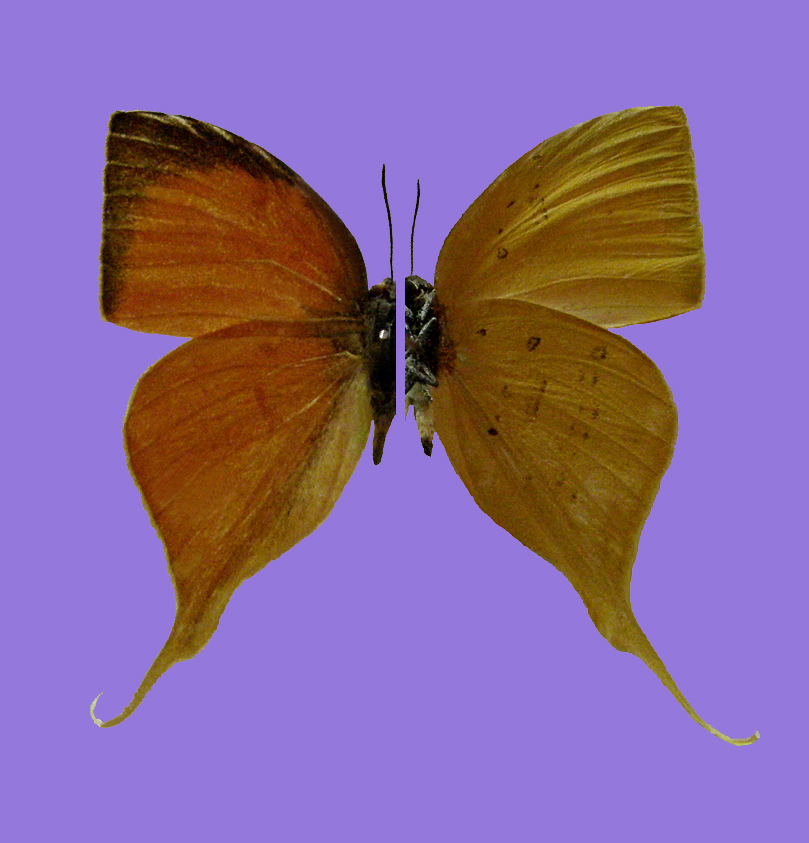
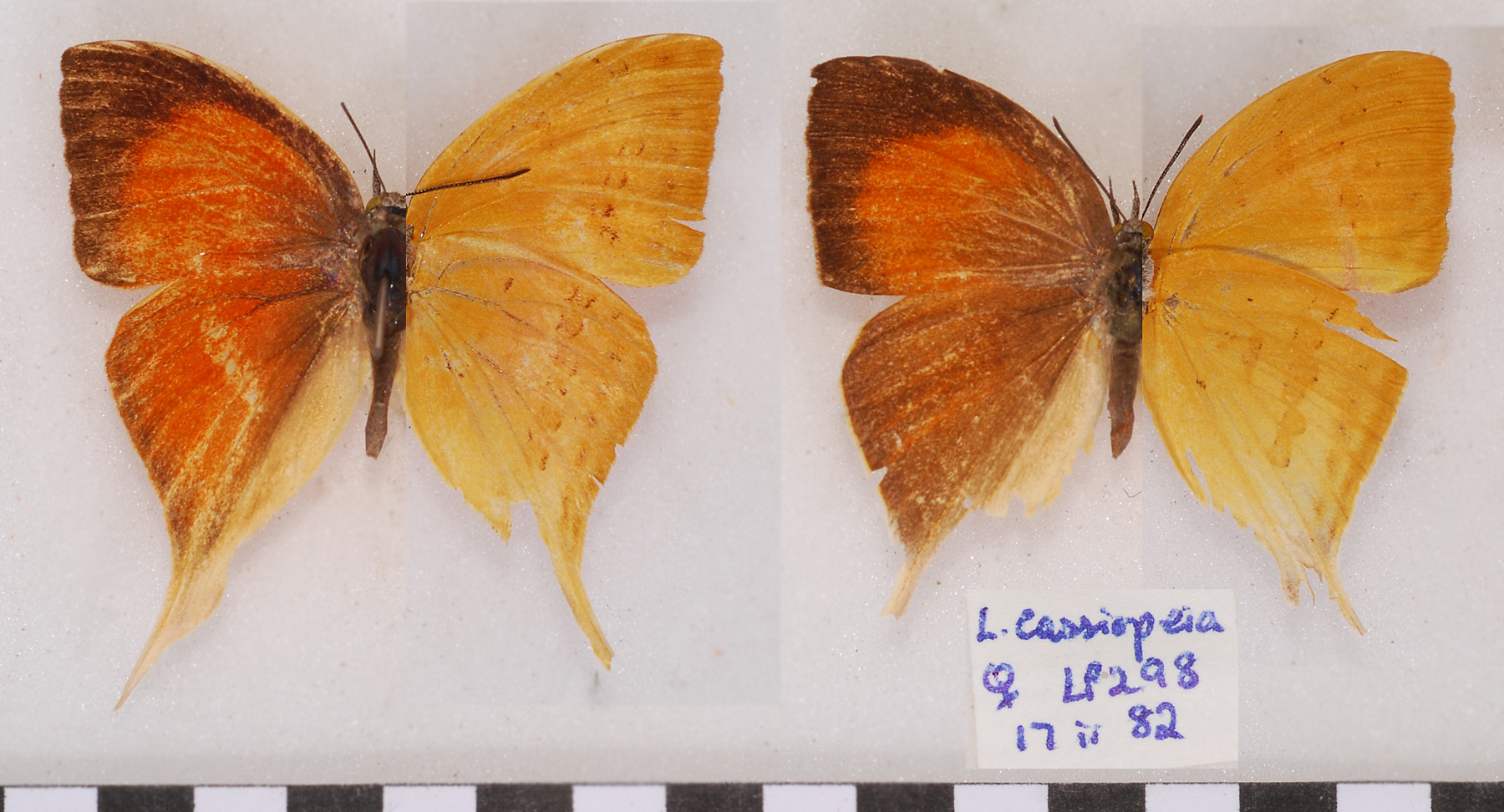